# Luna (Schiff, 1930)
Die Luna ist ein historischer Schlepper, der heute als Museumsschiff im Hafen von Chelsea in Massachusetts liegt. Das 1930 gebaute Schiff befindet sich in einem einsatzbereiten Zustand und war bei seiner Indienststellung das Vorzeigeschiff der Werft. Es wurde 1983 in das National Register of Historic Places eingetragen und 1989 als National Historic Landmark anerkannt.

## Beschreibung
Die Luna wurde vollständig aus Eichen- und Sumpf-Kiefernholz gebaut und mit Holzdübeln befestigt. Einige Bauteile wurden jedoch während des Zweiten Weltkriegs durch Stahlelemente ersetzt. Die Form des Schiffsrumpfes ist typisch für zwischen 1880 und 1940 gebaute Schlepper.
Luna war eines der ersten Schiffe, das die direkte Steuerung der Maschinenleistung vom Steuerstand aus erlaubte. Eine Besonderheit des Schiffs besteht in einer gläsernen Abdeckung über dem Propeller, damit die Besatzung diesen jederzeit einer Sichtprüfung unterziehen konnte.
Die Luna war das Flaggschiff des Eigner-Unternehmens und wurde daher besonders gut instand gehalten. Ihre heutige Farbgebung entspricht wieder dem Original-Anstrich, nachdem sie während des Zweiten Weltkriegs in Marine-Tarnfarben und von 1946 bis 1981 im Schwarz-Rot-Schema der Boston Towing Co. angestrichen war.
Das Schiff verfügt über einen dieselelektrischen Antrieb, bei dem zwei Sechszylinder-Dieselmotoren von Winton Generatoren von Westinghouse antreiben. Diese erzeugen die Energie für den Antriebsmotor des Propellers. Dieses System erlaubte den Betrieb der Dieselmotoren und der Schiffsschraube mit maximaler Effizienz, sodass das Schiff schnell beschleunigen sowie – falls erforderlich – verzögerungsfrei zwischen Vorwärts- und Rückwärtsfahrt umschalten konnte.

## Historische Bedeutung
Die Luna ist einer von nur noch wenigen fahrtüchtigen Schleppern aus Holz und war weltweit das erste Schiff dieses Typs mit einem Diesel-elektrischen Antrieb, das für ein Privatunternehmen gebaut wurde. Ihr erfolgreicher Betrieb hatte großen Einfluss auf das Design der Schlepper-Antriebe in den Vereinigten Staaten. Die Luna wurde im Hafen Boston eingesetzt, erhielt aber auch zahlreiche Sonderaufträge in anderen Häfen der amerikanischen Ostküste.
Der erste mit Dampf betriebene Schlepper war die Charlotte Dundas, die bereits 1802 in Großbritannien im Einsatz war und über seitliche Schaufelräder angetrieben wurde. Um 1830 war der Dampfantrieb weltweit im Einsatz und erlaubte Segelschiffen das Ein- und Auslaufen unabhängig von bis dahin bestehenden Rahmenbedingungen wie Windrichtung und Tidenhub.
Mitte der 1840er Jahre begann sich der Antrieb mittels Schiffsschraube durchzusetzen, und der von Rudolf Diesel entwickelte Dieselmotor führte zu Beginn des 20. Jahrhunderts zu weiteren Innovationen im Schiffbau. Vor allem der geringere Platzbedarf im Vergleich zu den bisher üblichen Dampfkesseln, der geringere Brennstoffverbrauch und die schnellere Einsatzbereitschaft waren Aspekte, die dem Dieselantrieb zum Durchbruch verhalfen.
Für Schlepper allerdings war der Dieselmotor nicht so gut geeignet, da dieser Antrieb nur bei höheren Drehzahlen effizient arbeitet, die großen Schiffsschrauben der Schlepper jedoch nur bei geringen Geschwindigkeiten die größte Effizienz aufweisen. Die technische Lösung für dieses Problem bildet der dieselelektrische Antrieb, der 1926 bei Schleppern in den Vereinigten Staaten erstmals eingesetzt wurde.
Die am 29. Juli 1930 zu Wasser gelassene Luna war der erste Schlepper eines privaten Unternehmens, das über diesen neuartigen Antrieb verfügte. Sie war 41 Jahre lang im Einsatz und wurde zum Prototyp für Weiterentwicklungen dieselelektrisch betriebener Schlepper. Obwohl Stahl als Werkstoff für Schiffshüllen bereits üblich war, entschied sich die Werft aus traditionellen Gründen für Holz als Baumaterial. Die Luna gehörte damit gemeinsam mit ihrem Schwesterschiff Venus zu den letzten aus Holz gebauten Schleppern.
Während ihrer Dienstzeit im Hafen von Boston unterstützte die Luna nicht nur beim An- und Ablegen von Handelsschiffen, sondern versorgte Unternehmen im Hafen in Notfällen mit Elektrizität, half beim Löschen mehrerer Feuer und nahm auch an Rettungseinsätzen teil. Sie repräsentierte zudem die Stadt Boston bei der Ankunft der Normandie auf ihrer Jungfernfahrt am 2. Juni 1935 sowie der Queen Mary, ebenfalls auf ihrer Jungfernfahrt am 1. Juni 1936. Die United States Navy forderte stets dieselelektrisch angetriebene Schlepper an, um bei Hafenmanövern der empfindlichen Constitution zu unterstützen.
Die Luna wurde am 30. März 1971 außer Dienst gestellt und zunächst von mehreren Eignern als Hausboot bzw. Büro genutzt. 1979 wurde sie restauriert und dient bis heute als Museumsschiff.